# Лунка-Сетяске
Лунка-Сетяске (рум. Lunca Sătească) — село у повіті Бистриця-Несеуд в Румунії. Входить до складу комуни Тирлішуа.
Село розташоване на відстані 361 км на північний захід від Бухареста, 38 км на північний захід від Бистриці, 82 км на північний схід від Клуж-Напоки.

## Населення
За даними перепису населення 2002 року у селі проживали 147 осіб, усі — румуни. Усі жителі села рідною мовою назвали румунську.